# آبشار سنت کلیرز
آبشار سنت کلیرز (به انگلیسی: St. Clair's Falls) آبشاری است که در سری‌لانکا واقع شده و ارتفاع کلیِ ریزشگاه آن ۸۰ متر است.